# Pinch Runner
Ein Pinch Runner, abgekürzt PR (deutsch: Einwechsel-Baserunner), ist im Baseball ein Reservespieler, der nicht von Anfang an in der Schlagreihenfolge eingeteilt ist, aber einen Mitspieler ersetzt, der auf einer Base steht.
Pinch Runner werden meist bei einem Rückstand gebracht, wenn ein Team eher eigene Runs sammeln muss, als gegnerische Punkte zu verhindern. Pinch Runner sind in der Regel sehr spurtstarke Spieler, die oft in wenigen Innings viele Steals sammeln. Pinch Runner sind in der Regel offensiv stärker als defensiv und meist Reserve-Infielder oder -Outfielder, da ein Baseball-Team meist nicht die schwer ersetzbaren Catcher oder Pitcher für diese Rolle verwendet. Eine ähnliche Rolle nehmen Pinch Hitter ein, die Mitspieler ersetzen, der eigentlich als nächster Batter vorgesehen wäre.
Reine Pinch Runner sind im Profisport extrem selten, die Ausnahme im Major League Baseball bildet Herb Washington.